# Thelymitra ixioides
Thelymitra ixioides là một loài cây phổ biến ở đông và nam Australia. Lá mỏng hoặc mũi mác, dài đến 20 cm long. Là một loài cây nhỏ với hoa đốm, hình thành từ tháng 8-Tháng 1. Hoa thông thường, màu xanh, nhưng đôi khi màu tím.